# David Wm. Sims
David William Sims (Austin, 17 settembre 1963) è un bassista statunitense.
Sims è principalmente noto per aver suonato in diverse band di rock underground americano degli anni novanta come Scratch Acid (dove inizialmente suonava la chitarra elettrica), Rapeman, e The Jesus Lizard. Inoltre, ha inciso o suonato occasionalmente con Sparklehorse, Rhys Chatham, Shivaree, Pigface, Flour, e altri. Attualmente Sims si esibisce nei suoi esperimenti sonori con il basso elettrico sotto il nome di "Unfact".